# زنگ‌مرغان
زنگ‌مرغان (نام علمی: Oreoicidae) نام یک تیره از راسته گنجشک‌سانان است.

## سرده‌ها
- زنگ‌مرغ کاکلی
- پرسمی کاکل‌دار
- سوت‌زن پس‌سرحنایی